# Hipismo nos Jogos Olímpicos de Verão de 1952
O hipismo nos Jogos Olímpicos de Verão de 1952 foi realizado em Helsinque, na Finlândia, com seis eventos disputados no adestramento, concurso completo de equitação (CCE) e salto.

## Adestramento individual
| Pos. | País            | Atletas          | Cavalos      |
| ---- | --------------- | ---------------- | ------------ |
|      | Suécia (SWE)    | Henri Saint Cyr  | Master Rufus |
|      | Dinamarca (DEN) | Lis Hartel       | Jubilee      |
|      | França (FRA)    | André Jousseaume | Harpagon     |

## Adestramento por equipe
| Pos. | País                     | Atletas                                                | Cavalos                   |
| ---- | ------------------------ | ------------------------------------------------------ | ------------------------- |
|      | Suécia (SWE)             | Gustaf Boltenstern Jr. Henri Saint Cyr Gehnall Persson | Krest Master Rufus Knaust |
|      | Suíça (SUI)              | Gustav Fischer Gottfried Trachsel Hanri Chammartin     | Soliman Kursus Wohler     |
|      | Alemanha Ocidental (FRG) | Ida von Nagel Fritz Thiedemann Heinz Pollay            | Afrika Chronist Adular    |

## CCE individual
| Pos. | País                     | Atletas                     | Cavalo   |
| ---- | ------------------------ | --------------------------- | -------- |
|      | Suécia (SWE)             | Hans von Blixen Finecke Jr. | Jubal    |
|      | França (FRA)             | Guy Lefrant                 | Verdun   |
|      | Alemanha Ocidental (FRG) | Wilhelm Büsing              | Hubertus |

## CCE por equipe
| Pos. | País                     | Atletas                                              | Cavalos                                    |
| ---- | ------------------------ | ---------------------------------------------------- | ------------------------------------------ |
|      | Suécia (SWE)             | Hans von Blixen Finecke Jr. Olof Stahre Folke Frölén | Jubal Komet Fair                           |
|      | Alemanha Ocidental (FRG) | Wihlem Büsing Klaus Wagner Otto Rothe                | Hubertus Dachs Trux von Kamax              |
|      | Estados Unidos (USA)     | Charles Hough Jr. Walter Staley Jr. Jown Wofford     | Cassivellannus Craigwood Park Benny Grimes |

## Salto individual
| Pos. | País                     | Atletas                   | Cavalos  |
| ---- | ------------------------ | ------------------------- | -------- |
|      | França (FRA)             | Pierre Jonquères d'Oriola | Ali Baba |
|      | Chile (CHI)              | Oscar Cristi-Gallo        | Bambi    |
|      | Alemanha Ocidental (FRG) | Fritz Thiedemann          | Meteor   |

## Salto por equipe
| Pos. | País                 | Atletas                                             | Cavalos                           |
| ---- | -------------------- | --------------------------------------------------- | --------------------------------- |
|      | Grã-Bretanha (GBR)   | Douglas Stewart Wilfred White Harry Llewellyn       | Aherlow Nizefella Foxhunter       |
|      | Chile (CHI)          | Ricardo Echeverria Oscar Cristi-Gallo César Mendoza | Lindo Peal Bambi Pillan           |
|      | Estados Unidos (USA) | Arthur McCashin John Russell William Steinkraus     | Miss Budweiser Democrat Hollandia |

## Quadro de medalhas do hipismo
| Ordem | País                   | Medalha de ouro | Medalha de prata | Medalha de bronze | Total |
| ----- | ---------------------- | --------------- | ---------------- | ----------------- | ----- |
| 1     | SWE Suécia             | 4               | 0                | 0                 | 4     |
| 2     | FRA França             | 1               | 1                | 1                 | 3     |
| 3     | GBR Grã-Bretanha       | 1               | 0                | 0                 | 1     |
| 4     | CHI Chile              | 0               | 2                | 0                 | 2     |
| 5     | FRG Alemanha Ocidental | 0               | 1                | 3                 | 4     |
| 6     | DEN Dinamarca          | 0               | 1                | 0                 | 1     |
| 6     | SUI Suíça              | 0               | 1                | 0                 | 1     |
| 8     | USA Estados Unidos     | 0               | 0                | 2                 | 2     |